# Wernsing Feinkost

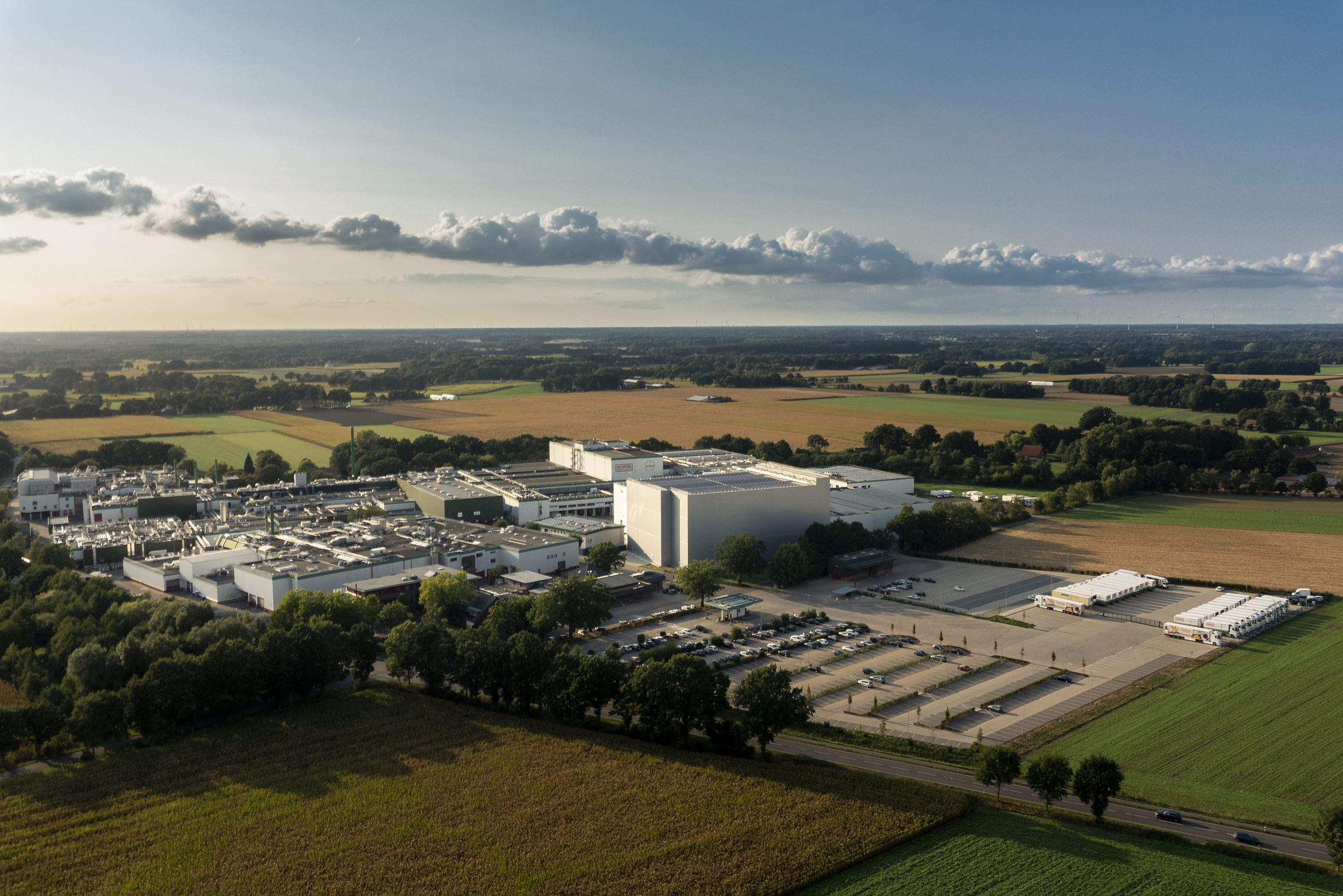
Luftbildaufnahme Wernsing Feinkost GmbH

Die Wernsing Food Family GmbH & Co. KG  ist die Konzernobergesellschaft des Wernsing-Konzerns, einem deutschen Lebensmittelhersteller mit Sitz in Addrup, der vor allem Pommes frites und Feinkostsalate herstellt.

## Geschichte
Heinrich Wernsing gründete die Firma im Jahr 1962 in Addrup und verkaufte zunächst Pommes frites an nahegelegene Imbissstände. Das Sortiment wurde später um Kartoffelsalat, Mayonnaise und Ketchup erweitert. Das Unternehmen wuchs, und zehn Jahre nach seiner Gründung waren 47 feste Mitarbeiter angestellt, zugleich wurde eine Produktionshalle gebaut.
Im Jahr 1979 erweiterte das Unternehmen sein Sortiment um Feinkostsalate, und im darauffolgenden Jahr wurde das erste Mal eine andere Firma aufgekauft. Mit den Jahren wuchs der Konzern um weitere Unternehmen, auch aus dem europäischen Ausland, an, und gliederte sie in seine Struktur ein. Im Jahr 2002 kaufte Wernsing Unilever ein Pfanni-Werk ab.
Heinrich Wernsing gab im Jahr 2000 die Geschäftsführung an seinen Sohn Stefan und zwei Mitarbeiter ab. Für sein unternehmerisches Lebenswerk wurde er 2009 mit dem Unternehmerpreis Oldenburger Münsterland ausgezeichnet.

### Konzernstruktur
Im Jahr 1980 wurde aus steuerlichen Gründen beschlossen, das bisherige Einzelunternehmen in eine Besitzgesellschaft und eine Gesellschaft mit beschränkter Haftung aufzuspalten. 1985 wandelte sich die Besitzgesellschaft in eine offene Handelsgesellschaft um, die wiederum 1990 zur Beteiligungsgesellschaft wurde.
2000 wurde die Beteiligungsgesellschaft Wernsing in die Wernsing Food Family GmbH & Co. KG umgewandelt, wobei die neugegründete Wernsing Verwaltungsgesellschaft mbH die persönlich haftende Gesellschafterin der Kommanditgesellschaft wurde. Im Besitz der Wernsing Food Family sind dabei neben der Wernsing Feinkost GmbH über 20 andere Firmen mit Produktionsstandorten in Deutschland, Belgien, den Niederlanden, Schweden, Dänemark und Polen.